# Секст Аппулей (претор)
Секст Аппуле́й (лат. Sextus Appuleius; умер, предположительно, после 13 года до н. э.) — древнеримский политический деятель из плебейского рода Аппулеев. Зять императора Августа.

## Биография
Известно, что в неустановленное время Секст занимал должности квестора и претора. В 30 году до н. э. он, по всей видимости, стал фламином Юлия (впрочем, существует предположение, что надпись, где перечислены все эти должности, могут относиться не к нему, а к его сыну). Возможно, Аппулей дожил до 13 года до н. э. и был изображён на Алтаре Мира.

## Потомки
От брака с единокровной сестрой императора Августа, Октавией Старшей, у Аппулея родилось, по крайней мере, два сына. Старший, унаследовавший отцовский преномен, был избран консулом на 29 год до н. э. В свою очередь, младший, получивший имя Марк, также сумел достичь консульства в 20 году до н. э.